# Supercoupe d'Espagne féminine de football 2021-2022
Navigation
Édition précédente Édition suivante
La Supercoupe d'Espagne féminine de football 2021-2022 est une compétition de football opposant les deux finalistes de la Coupe d'Espagne et les deux autres meilleures équipes du championnat 2020-2021 (FC Barcelone, Levante UD, Real Madrid et Atlético Madrid). Il s'agit de la 7e édition de ce trophée, la 3e sous ce format.

## Format
La compétition se dispute en format à élimination directe, avec deux demi-finales et une finale.
Le FC Barcelone et le Levante UD sont qualifiés en tant que finalistes de la coupe ; le Real Madrid et l'Atlético Madrid en tant que 2e et 4e du championnat.

## Résultats

### Demi-finales
| Demi-finale 1                  | FC Barcelone          | 1 – 0   | Real Madrid | Ciudad del Fútbol de Las Rozas, Madrid |  |
| Mercredi 19 janvier 2022 19h15 | Alexia Putellas 90+1e | (0 – 0) |             |                                        |  |

| Demi-finale 2               | Levante UD                                                             | 2 – 3   | Atlético Madrid                                                                                        | Ciudad del Fútbol de Las Rozas, Madrid |  |
| Jeudi 20 janvier 2022 19h30 | (Irene Guerrero ) Carol Férez 41e · (Paula Tomás ) Giovana Queiroz 81e | (1 – 1) | 32e Deyna Castellanos ( Sheila García) · 71e Maitane López ( Ludmila) · 77e Ludmila ( Amanda Sampedro) |                                        |  |

### Finale
| Finale                         | FC Barcelone | 7 – 0   | Atlético Madrid | Ciudad del Fútbol de Las Rozas, Madrid |  |
| Dimanche 23 janvier 2022 12h00 | Ingrid Engen 16e · Caroline Graham Hansen 24e · (Fridolina Rolfö ) Caroline Graham Hansen 27e · (Caroline Graham Hansen ) Fridolina Rolfö 48e · (Marta Torrejón ) Caroline Graham Hansen 50e · (Caroline Graham Hansen ) Lieke Martens 85e · (Asisat Oshoala ) Lieke Martens 90e | (3 – 0) | |                                        |  |
| Dimanche 23 janvier 2022 12h00 | Rapport |         | |                                        |  |
| Dimanche 23 janvier 2022 12h00 | Paños - Engen (Serrano, 75e), Fernández (Pereira, 65e), Paredes (Mapi León, 75e), Torrejón - Hermoso, Putellas (Oshoala, 66e), Patri - Rolfö (Ouahabi, 66e), Martens, Graham Hansen                                                                                              | Équipes | Lindahl - Aleixandri, Tounkara, van Dongen, Menayo (Latorre, 59e) - Santos (Sampedro, 59e), López, Meseguer (Torrecilla, 85e), García - Castellanos (Banini, 72e), Ludmila (Ajibade, 72e) |                                        |  |